# Waterford Township (Clinton County, Iowa)
Die Waterford Township ist eine von 18 Townships im Clinton County im Osten des US-amerikanischen Bundesstaates Iowa. Im Jahr 2010 hatte die Waterford Township 692 Einwohner.

## Geografie
Die Waterford Township liegt im Osten von Iowa rund 20 km westlich des Mississippi, der die Grenze zu Illinois bildet. Die Grenze zu Wisconsin befindet sich rund 70 km nördlich.
Die Waterford Township liegt auf 41°59′37″ nördlicher Breite und 90°29′42″ westlicher Länge und erstreckt sich über 93,57 km².
Die Waterford Township liegt im Norden des Clinton County und grenzt im Norden an das Jackson County. Innerhalb des Clinton County grenzt die Waterford Township im Osten an die Deep Creek Township, im Südosten an die Center Township, im Süden an die Washington Township, im Südwesten an die Welton Township und im Westen an die Bloomfield Township.

## Verkehr
Durch die Waterford Township verläuft in west-östlicher Richtung der Iowa Highway 136. Alle weiteren Straßen sind County Roads oder weiter untergeordnete und zum Teil unbefestigte Fahrwege.
Der nächstgelegene Flugplatz ist der rund 25 km nordwestlich der Township gelegene Maquoketa Municipal Airport; der nächstgelegene größere Flughafen ist der rund 70 km südlich gelegene Quad City International Airport.

## Demografische Daten
Nach der Volkszählung im Jahr 2010 lebten in der Waterford Township 692 Menschen in 272 Haushalten. Die Bevölkerungsdichte betrug 7,4 Einwohner pro Quadratkilometer. In den 272 Haushalten lebten statistisch je 2,54 Personen.
Ethnisch betrachtet setzte sich die Bevölkerung zusammen aus 91,8 Prozent Weißen, 0,4 Prozent (drei Personen) Afroamerikanern, 1,3 Prozent (neun Personen) Asiaten sowie 5,3 Prozent aus anderen ethnischen Gruppen; 1,2 Prozent (acht Personen) stammten von zwei oder mehr Ethnien ab. Unabhängig von der ethnischen Zugehörigkeit waren 6,6 Prozent der Bevölkerung spanischer oder lateinamerikanischer Abstammung.
26,4 Prozent der Bevölkerung waren unter 18 Jahre alt, 58,3 Prozent waren zwischen 18 und 64 und 15,3 Prozent waren 65 Jahre oder älter. 49,3 Prozent der Bevölkerung war weiblich.
Das mittlere jährliche Einkommen eines Haushalts lag bei 39.063 USD. Das Pro-Kopf-Einkommen betrug 20.816 USD. 7,5 Prozent der Einwohner lebten unterhalb der Armutsgrenze.

## Orte
Neben Streubesiedlung existieren in der Waterford Township zwei Siedlungen:
- Charlotte (City)
- Petersville (Unincorporated Community)